# Cobia
Der Cobia (Rachycentron canadum), Kobia, Königsfisch oder Offiziersbarsch ist eine Meeresfischart aus der Gruppe der Stachelmakrelenverwandten (Carangiformes). Er lebt pelagisch im Freiwasser in tropischen und subtropischen Bereichen von Atlantik und Indopazifik, wird bis maximal zwei Meter lang und 70 kg schwer.

## Merkmale

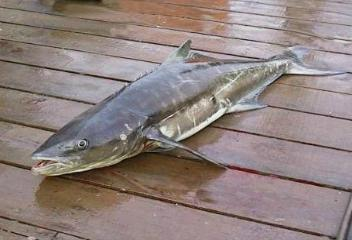
Cobia

Cobias haben einen langgestreckten Körper und einen breiten, abgeflachten Kopf. Der Rücken ist braun. Die Körperseiten werden durch drei dunkelbraune Längsstreifen, die von schmalen silbrigen Bändern getrennt werden, gemustert. Vor der langen Rückenflosse stehen sechs bis neun kurze, freistehende Flossenstrahlen. Die Rückenflosse wird von einem bis drei Hartstrahlen und 26 bis 33 Weichstrahlen gestützt. Die Afterflosse ist etwas kürzer, beginnt etwas nach der Rückenflosse und hat zwei bis drei Hart- und 22 bis 28 Weichstrahlen. Die Schwanzflosse ausgewachsener Exemplare ist halbmondförmig, mit einem etwas längeren oberen Lobus.

## Lebensweise
Der Cobia lebt in kleinen Gruppen in einer Vielzahl von Habitaten, über schlammigen, sandigen, felsigen und Geröllböden, an Felsküsten, bei Korallenriffen, in Mangroven und gelegentlich auch in Flussmündungen. Er ernährt sich von kleineren Fischen, Krebstieren und Kopffüßern. Die Population im westlichen Atlantik laicht in den wärmeren Monaten. Eier und Larven sind pelagisch.

## Systematik
Er ist die einzige Art seiner Gattung, die auch allein in der Familie Rachycentridae steht. Innerhalb der Stachelmakrelenverwandten ist er am nächsten mit den Schiffshaltern (Echeneidae) und den Goldmakrelen (Coryphaenidae) verwandt.

## Fischerei
Der Cobia gilt als ausgezeichneter Speisefisch und ist auch ein begehrter Anglerfisch. Auf Grund seines großen Verbreitungsgebietes ist der Cobia unter einer Vielzahl von nationalen und regionalen Bezeichnungen bekannt. Im internationalen Handel wird er auch unter folgenden Namen angeboten: Offiziersbarsch, Ling, Cubby Yew, Black Salmon, Runner, Lemonfish, Black Kingfish, Kingfish, Prodigal Son, Crabeater, Sergeant Fish.